# Когнитивна лингвистика
В лингвистиката и когнитивната наука, когнитивната лингвистика (КЛ), (на английски: cognitive linguistics (CL)), се отнася до онази школа в лингвистиката, която разбира езиковото новаторство, обучанието и употребата на езика като най-добре обясними по отношение на човешкото възприятие (на английски: cognition) като цяло. Характеризира се от поддържането на три централни позиции. Първо, отрича, че има нещо като автономна лингвистична способност, умение в ума, второ, разбира граматиката в условията на концептуализация, и трето, твърди, че знанието в езика възниква от езиковата употреба.